# Bruay-la-Buissière
 Bruay-la-Buissière  es una población y comuna francesa, situada en la región de Norte-Paso de Calais, departamento de Paso de Calais, en el distrito de Béthune. Es el chef-lieu del cantón de Bruay-la-Buissière; otra parte de la comuna se encuentra en el de Houdain.

## Demografía
| 500                       | 470 | 592 | 606 | 688 | 707 | 711 | 694 | 712 | 935 | 1 528 | 2 102 | 2 316 | 4 037 | 5 335 | 7 031 | 9 647 | 11 380 | 14 740 | 16 544 | 18 363 | 29 710 | 30 893 | 31 831 | 30 125 | 31 705 | 31 923 | 30 902 | 28 628 | 25 714 | 22 893 | 24 927 | 23 998 | 23 804 |
| (Fuente: INSEE y Cassini) |     |     |     |     |     |     |     |     |     |       |       |       |       |       |       |       |        |        |        |        |        |        |        |        |        |        |        |        |        |        |        |        |        |

Incluye la comuna asociada de Labuissière, con una población municipal de 3 830 habitantes en 2007.